# Xatrac inca
El xatrac inca (Larosterna inca) és una espècie d'ocell de la família dels làrids (Laridae) i única espècie del gènere Larosterna. Habita costes rocoses i illes de la costa sud-americana del Pacífic a Perú i nord de Xile.